# Orgueil et Préjugés (mini-série, 1958)
Pour les articles homonymes, voir Orgueil et Préjugés (homonymie).
Orgueil et Préjugés (Pride and Prejudice) est une mini-série britannique en noir et blanc en six épisodes totalisant 180 minutes, produite par Barbara Burnham sur un scénario de Cedric Wallis, et diffusée du 24 janvier au 28 février 1958 sur la BBC.
C’est l’adaptation du roman éponyme de Jane Austen, publié en 1813. 

## Distribution
- Jane Downs (en) : Elizabeth Bennet
- Alan Badel : Fitzwilliam Darcy
- Hugh Sinclair : Mr Bennet
- Mirian Spencer : Mrs Bennet
- Susan Lyall Grant : Jane Bennet
- Vivienne Martin : Lydia Bennet
- Phyllis Neilson-Terry : Lady Catherine de Bourgh